# Rock the Rebel / Metal the Devil
Rock the Rebel / Metal the Devil is het tweede album van de Deense band Volbeat. Met deze plaat gooiden ze nog hogere ogen dan met The Strength / The Sound / The Songs: ze bereikten namelijk de nummer 1-positie in de Deense hitlijsten.

## Tracklist
1. The Human Instrument – 4:29
2. Mr. & Mrs. Ness – 3:47
3. The Garden's Tale – 4:51
4. Devil or the Blue Cat's Song – 3:15
5. Sad Man's Tongue – 3:05
6. River Queen – 3:41
7. Radio Girl – 3:45
8. A Moment Forever – 3:42
9. Soulweeper #2 – 4:02
10. You or Them – 4:11
11. Boa (JDM) – 3:35